# Eragrostis sennii
Eragrostis sennii är en gräsart som beskrevs av Emilio Chiovenda. Eragrostis sennii ingår i släktet kärleksgrässläktet, och familjen gräs. Inga underarter finns listade i Catalogue of Life.